# Jitrnice

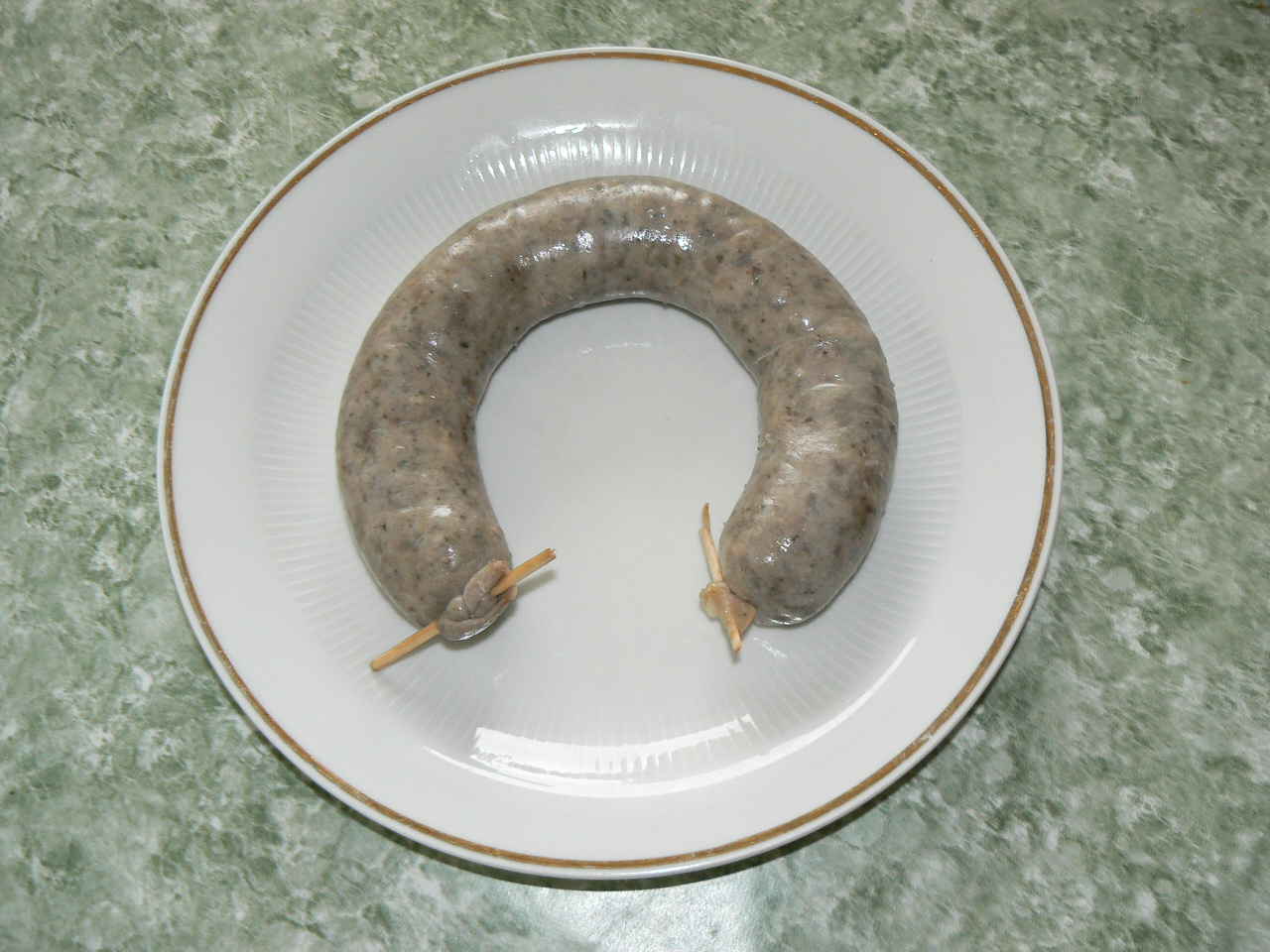
Jitrnice

Jitrnice neboli jaternice (nářečně itrnice nebo jetrnice) je masný výrobek z vepřového masa. Patří mezi nejtypičtější pokrmy domácí zabijačky, vyrábí se však i průmyslově.

## Suroviny

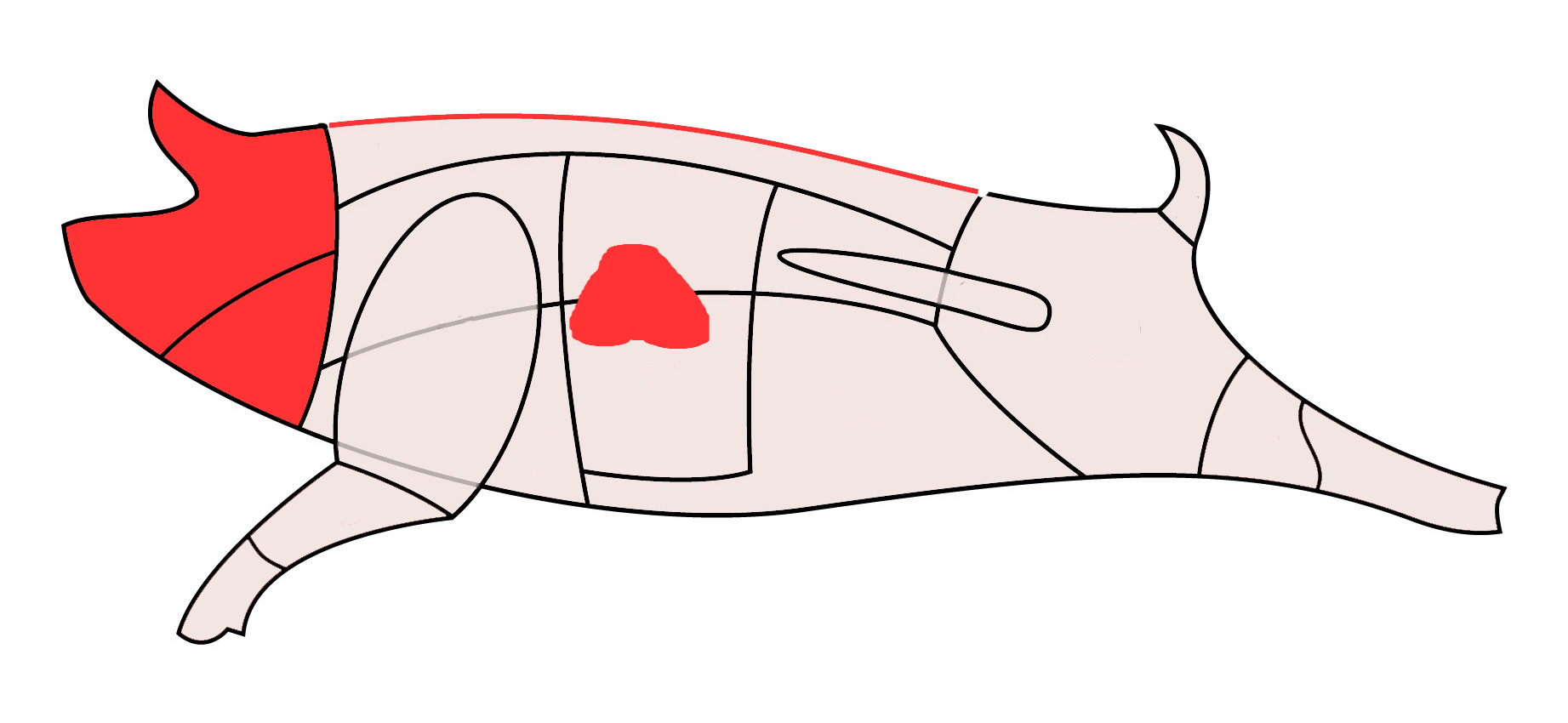
Části prasete, z kterých se vyrábí jitrnice (červeně)

Základními surovinami pro výrobu jitrnic jsou méně hodnotná masa. Když se omezíme jen na výrobu při domácí zabijačce, je výčet surovin následující:
- Moravské jitrnice – maso z vařené hlavy, vařené kůže, syrová játra, vývar, koření.
- České jitrnice – lalok (lidově podbradek), bůček, játra, další vnitřnosti (plíce a slezina), bílé pečivo, vývar, koření.

Koření: sůl, mletý pepř, mleté nové koření, majoránka, mletý zázvor, česnek, v některých oblastech i cibule.
Poměr surovin je různý u jednotlivých receptů, které se liší podle krajů a tradic.

## Příprava jitrnicového prejtu
Vnitřnosti se vaří zvlášť. Hlava, kůže a vývar se vezmou z kotle, ve kterém se vaří zabijačková polévka. Vše umeleme. Česnek utřeme, přidáme k syrovým játrům a pomeleme. Pokud dáváme žemli, tak ji namočenou a vymačkanou přidáme k játrům. Vše smísíme a přidáme koření. Podle potřeby přidáme vývar, abychom jednak dostali hustě kašovitou konzistenci prejtu, jednak z chuťového hlediska. Lze přidat i trochu rozpuštěného vnitřního sádla.

## Plnění prejtu do střev
Střívka musí být dobře vyčistěna, (několikanásobně propláchnuta vodou s octem) nařezána na požadovanou délku, (asi 25 cm) a z jedné strany zašpejlována. Střívka můžeme plnit:
- dlaní – je potřeba trocha zručnosti
- ruční pístovou narážečkou
- mlýnkem na maso s hubicí (z mlýnku je odstraněn krájecí nůž a šajba)

Po naplnění jitrnice vložíme do mírně vroucí vody a pak teplotu udržujeme na 85–90 °C. Po 10–15 minutách uvařené jitrnice vyplavou na povrch, kde je odebereme.

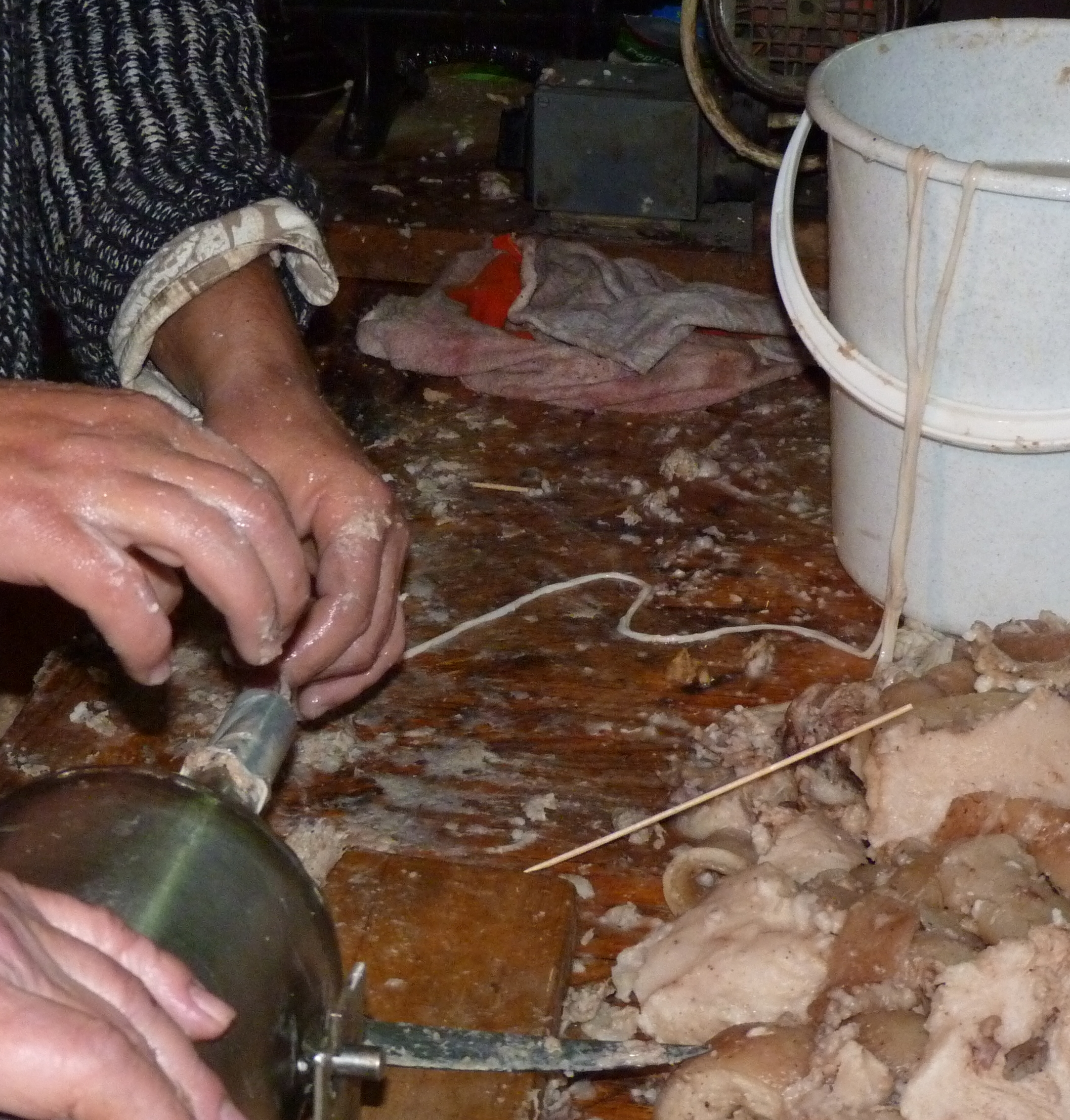
Nasazení střívka na hubici masového mlýnku
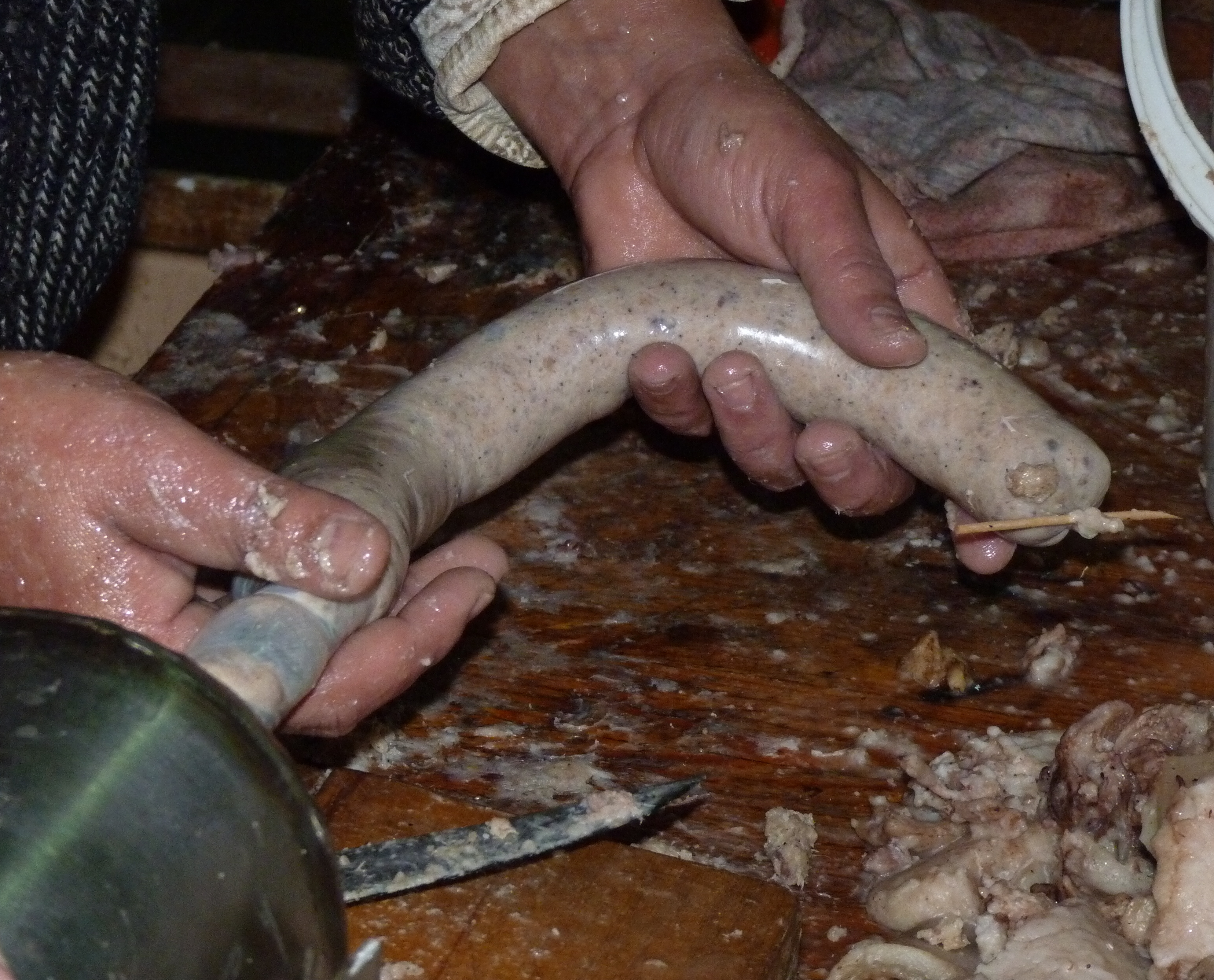
Naplňování střívka připravenou směsí
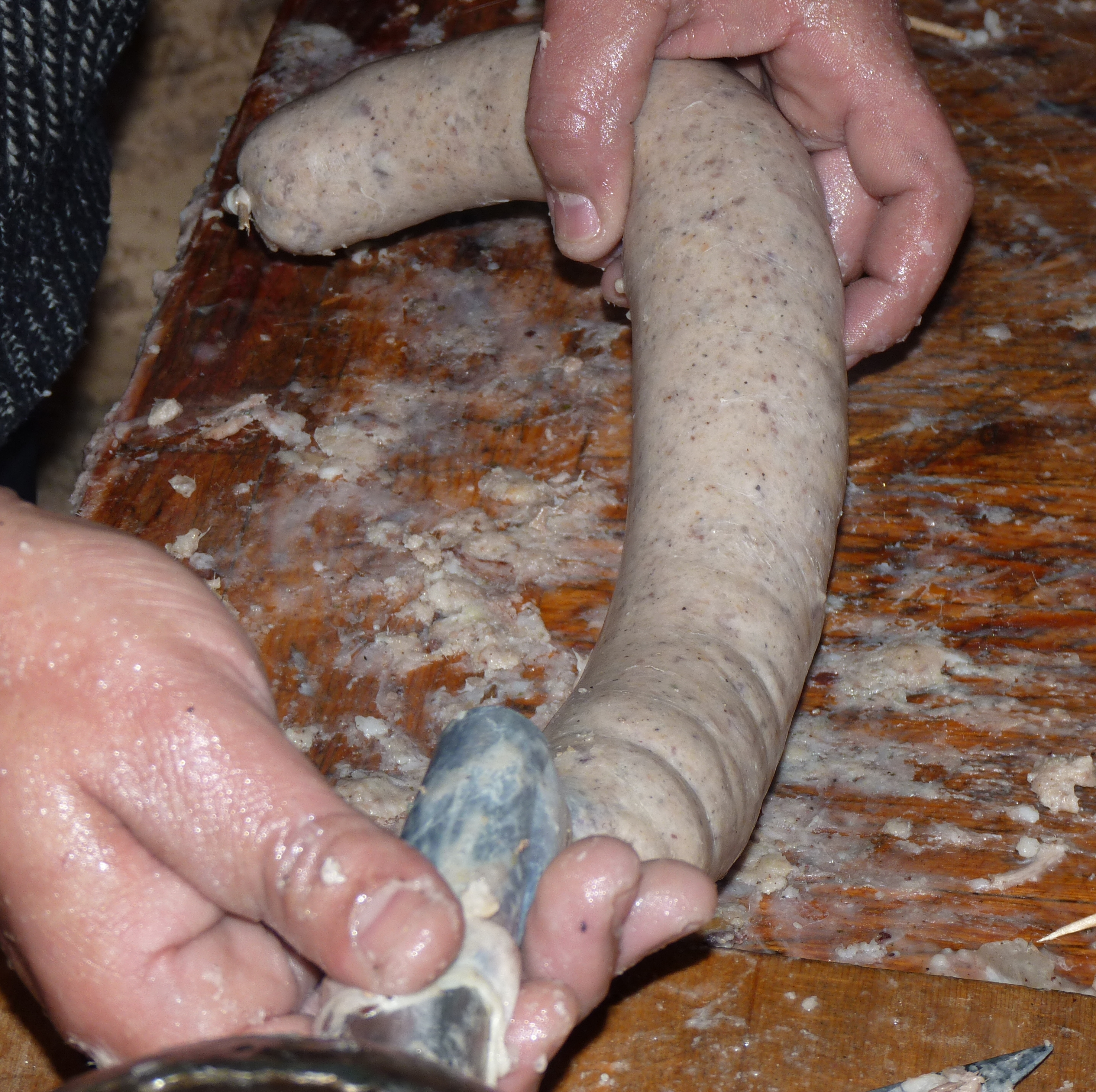
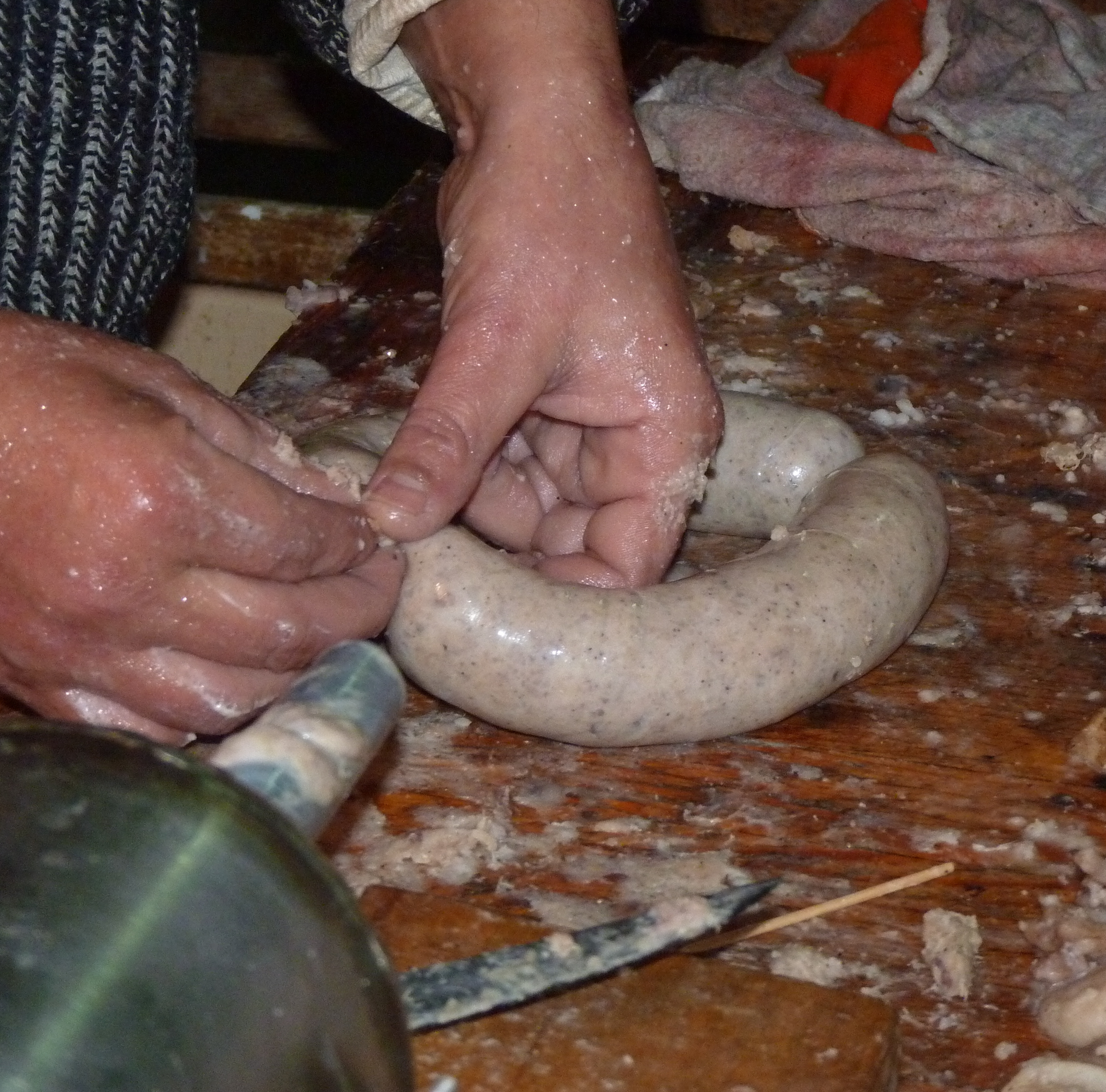
Zavazování střívka

## Podávání
Jitrnice podáváme:

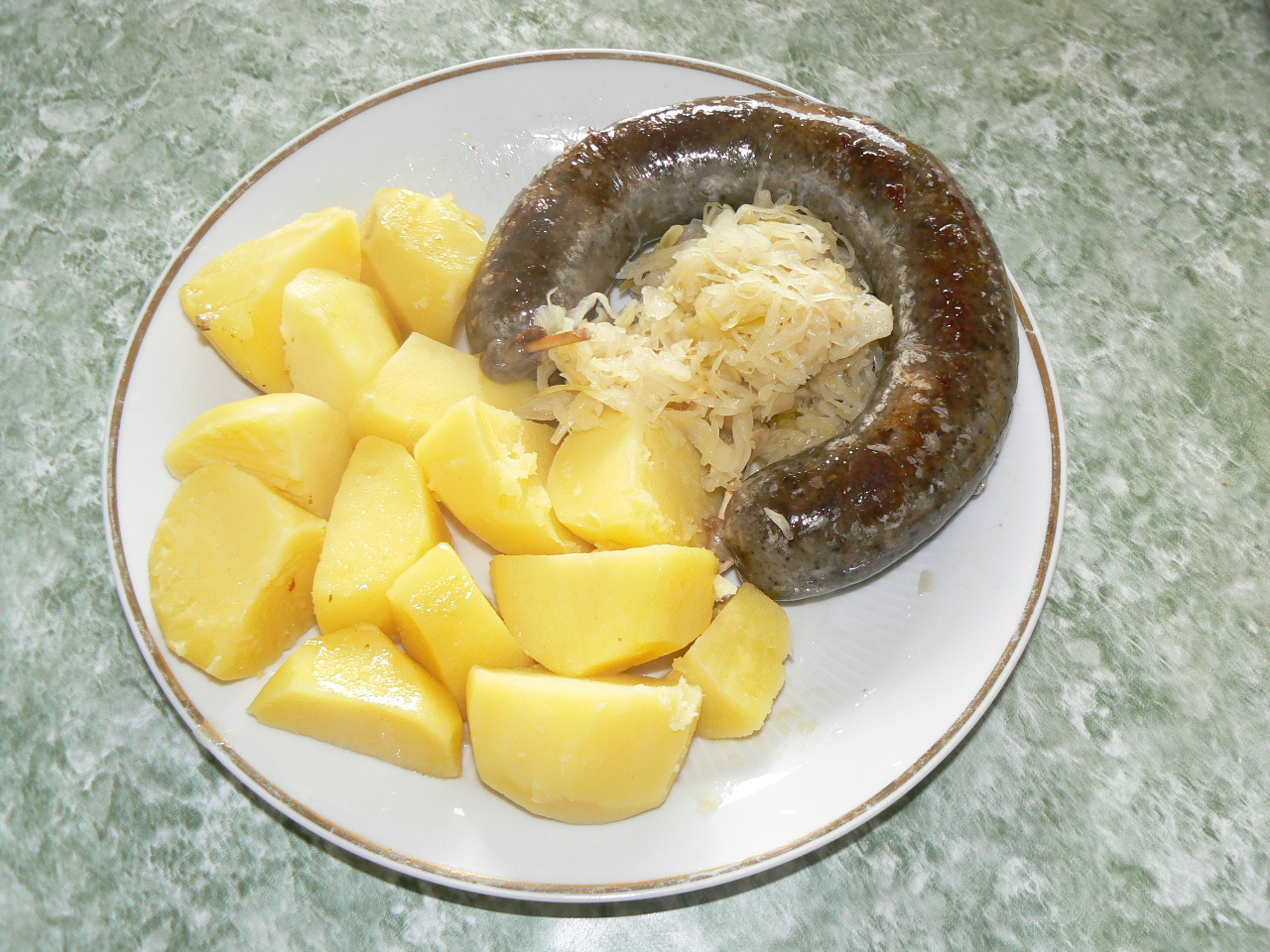
Osmažená jitrnice s přílohou

- S cibulí a octem – podobně jako tlačenku
- Pečené. Můžeme péct i zbylý jitrnicový prejt. Na rozdíl od jelítkového prejtu jej však během pečení nemícháme a necháme vytvořit na povrchu kůrčičku.

## Tradice
Jitrnice je nejtradičnější zabijačkový pokrm. Jeho trvanlivost je však omezena na několik dní (zvláště když je přidávána žemle). Lidé na vesnici to řešili způsobem, který spojoval příjemné s užitečným. Většina jitrnic se roznesla po dědině, sousedům, rodině, známým. A protože v dřívějších dobách chovali prasata ve většině stavení a zabijačky se dělaly průběžně, měli všichni čerstvé jitrnice.